# Hassan Al Haidos
Hassan Khalid Hassan Al Haidos (Arabisch: حسن خالد حسن الهيدوس; Doha, 11 december 1990) is een professionele voetballer uit Qatar die als aanvaller speelt en aanvoerder is van zowel de Qatar Stars League-club Al-Sadd als het nationale team van Qatar.

## Clubcarrière
Al Haidos begon op achtjarige leeftijd met voetballen voor Al-Sadd en doorliep de verschillende jeugdelftallen tot hij op 17-jarige leeftijd werd opgenomen bij het eerste elftal. Hij maakte zijn debuut voor de club in de AFC Champions League, waar hij op 5 juli 2008 startte in de wedstrijd tegen Al-Ahli. Tussen 2007 en 2010 kwam hij enkel uit in de AFC Champions League, en het duurde tot het seizoen 2011-12 voor hij zijn debuut maakte in de Qatar Stars League in een wedstrijd tegen Umm Salal. Sindsdien is Al Haidos een vaste waarde geworden voor de club, waar hij inmiddels recordhouder is voor het aantal gespeelde wedstrijden en tweede staat op de clubtopscoorderlijst aller tijden met 127 doelpunten.
Met de club heeft hij al veel successen behaald, waaronder 5 maal het landskampioenschap in de Qatar Stars League, 6 keer de Emir of Qatar Cup en eenmaal de AFC Champions League. Hij was een van de spelers die een strafschop nam in de penaltyserie tegen Jeonbuk in de finale van de AFC Champions League 2011. De overwinning zorgde ervoor dat Al-Sadd voor het eerste de AFC Champions League won en een plaats behaalde voor de FIFA Club World Cup. 
In 2014 werd hij werd verkozen tot de 'Beste Qatarese Speler' in een poll uitgevoerd door Doha Stadium, waarbij hij 58 van de 104 stemmen kreeg van een panel van analisten, coaches en bestuurders.

## Interlandcarrière
Al Haidos maakte zijn debuut voor het Olympisch team van Qatar in 2007, toen hij in een Olympische kwalificatiewedstrijd van de bank kwam en het winnende doelpunt maakte in een 2-1 overwinning tegen Japan.
Al Haidos maakte onder Jorge Fossati zijn debuut voor het nationale voetbalteam van Qatar in een WK-kwalificatiewedstrijd tegen Bahrein op 10 september 2008. Sindsdien heeft hij al 172 interlands gespeeld en 36 doelpunten gescoord voor de nationale ploeg, waardoor hij de international is met de meeste wedstrijden voor zijn land.
Hij maakte deel uit van de Qatarese selectie dat in 2019 het Aziatisch kampioenschap voetbal won en dat in 2022 voor het eerst in haar historie deelnam aan het WK voetbal in eigen land. 

## Erelijst

### Club

#### Al-Sadd
- Kampioen Qatar Stars League (5x): 2006–07, 2012–13, 2018–19, 2020–21, 2021–22
- Winnaar Emir of Qatar Cup (6x): 2007, 2014, 2015, 2017, 2020, 2021
- Winnaar Qatar Cup (5x): 2007, 2008, 2017, 2020, 2021
- Winnaar Sheikh Jassem Cup (4x): 2007, 2014, 2017, 2019
- Winnaar Qatari Stars Cup (2x): 2010, 2020
- Winnaar AFC Champions League: 2011
- 3e plaats FIFA Club World Cup: 2011

### Land
- Winnaar Gulf Cup of Nations: 2014
- Winnaar AFC Asian Cup: 2019

### Individueel
- Qatar Football Association 'Meest Veelbelovende Speler': 2008
- Estad Doha 'Qatar Speler van het Jaar': 2014
- Qatar Football Association 'Speler van het Jaar': 2015
- AFC Asian Cup 'Team van het Toernooi': 2019